# Paul Berthet
Paul Berthet (ur. 12 stycznia 1933 w Lyonie) – francuski mykolog i botanik.

## Życiorys
Uczęszczał do szkoły i na studia wyższe w Lyonie; te ostatnie zakończył w r. 1957 otrzymaniem agregacji. W r. 1964 obronił rozprawę doktorską na temat ewolucji Discomycetes, przygotowaną pod kierunkiem Roberta Kühnera. Jego kariera zawodowa była związana z Uniwersytetem Lyon I, gdzie zajmował stanowisko profesora; w r. 1994 przeszedł na emeryturę. W latach 1964–1998 był dyrektorem ogrodu botanicznego w Lyonie. Członek Towarzystwa Linneuszowskiego w Lyonie, przez pewien czas redaktor wydawanego przez nie Biuletynu. W 1998 otrzymał nagrodę Francuskiego Towarzystwa Botanicznego.

## Znaczenie w historii nauki

### Osiągnięcia naukowe
Zajmował się systematyką grzybów. Opisał samodzielnie lub we współautorstwie kilka nowych taksonów, na przykład rodzaj i gatunek Arpinia inops Berthet oraz gatunki Urnula pouchetii Berthet & Riousset [≡ Neournula pouchetii (Berthet & Riousset) Paden], Urnula helvelloides Donadini, Berthet & Astier, Cymatoderma pallens Berthet & Boidin i Peziza aquatilis Berthet & Donadini [≡ Pachyella aquatilis (Berthet & Donadini) Donadini].
Ponadto opisał nowego mieszańca zanokcic: Asplenium x dutartrei Berthet [triploid; prawdopodobnie = A. sagittatum (2n) x A. ceterach ssp. ceterach (4n)].
Dla Flora Iberica opracował rodzaj Opuntia Mill.

### Wybrane publikacje
- Essai biotaxinomique sur les Discomycètes (1964)[16]
- Essai d’une phylogénie des Discales (1964)[17]
- Les ornementations sporales méconnues de cinq espèces de Discomycètes operculés (1970)[18]

## Upamiętnienie
Na jego cześć nazwano gatunek drożdża Candida berthetii Boidin, Pignal, Mermier & Arpin, opisany z zebranych przezeń materiałów z Kamerunu, występujący również na Nowej Zelandii.